# Alexander Wladimirowitsch Tyschnych
Alexander Wladimirowitsch Tyschnych (russisch Александр Владимирович Тыжных; * 26. Mai 1958 in Tscheljabinsk, Russische SFSR) ist ein ehemaliger sowjetischer Eishockeytorwart, der während seiner aktiven Karriere zwischen 1976 und 1991 zahlreiche nationale und internationale Titel mit dem Armeeklub ZSKA Moskau errang. Weitere Stationen waren unter anderem Salawat Julajew Ufa und die Cape Breton Oilers aus der American Hockey League.

## Karriere
Tyschnych spielte im Juniorenbereich beim Klub seiner Geburtsstadt, dem HK Traktor Tscheljabinsk. Im Sommer 1976 wechselte er schließlich zum Armeeklub ZSKA Moskau, wo er sich bis 1984 zunächst den Torhüterposten mit Wladislaw Tretjak und anschließend mit Jewgeni Beloscheikin teilte. Lediglich in der Saison 1986/87 wurde sein Engagement bei ZSKA unterbrochen, als er für den SKA MWO Kalinin zwischen den Pfosten stand. Nach der Saison 1987/88 wechselte er dann für ein Jahr zu Salawat Julajew Ufa. In seiner Zeit bei ZSKA hatte er insgesamt achtmal den sowjetischen Meistertitel, einmal den sowjetischen Pokal und neunmal den Europapokal gewonnen.
Durch den Fall des Eisernen Vorhangs gelang es Tyschnych im Sommer 1989 nach Nordamerika zu wechseln, wo er sich dem Franchise der Edmonton Oilers aus der National Hockey League anschloss. Die folgenden beiden Jahren spielte er für deren Farmteam, die Cape Breton Oilers, in der American Hockey League. Anschließend beendete er seine Karriere.

### International
Tyschnych vertrat die U20-Nationalmannschaft der UdSSR im Juniorenbereich erstmals bei der U19-Junioren-Europameisterschaft. Dort gewann er mit dem Team die Goldmedaille. Zudem spielte er bei den Junioren-Weltmeisterschaften 1977 und 1978, wo der Torhüter ebenfalls zwei Goldmedaillen gewann. Bei beiden WM-Austragungen wurde er jeweils ins All-Star-Team des Turniers berufen und 1978 auch als bester Torhüter ausgezeichnet.
Im Seniorenbereich bestritt der Torwart zwischen Januar und September 1984 lediglich vier Spiele, davon zwei beim Canada Cup 1984. Bei allen Spielen verließ Tyschnych als Sieger das Eis.

## Erfolge und Auszeichnungen
| - 1977 Sowjetischer Pokalsieger mit ZSKA Moskau - 1978 Sowjetischer Meister mit ZSKA Moskau - 1979 Europapokal-Gewinn mit ZSKA Moskau - 1980 Europapokal-Gewinn mit ZSKA Moskau - 1981 Europapokal-Gewinn mit ZSKA Moskau - 1981 Sowjetischer Meister mit ZSKA Moskau - 1982 Europapokal-Gewinn mit ZSKA Moskau - 1982 Sowjetischer Meister mit ZSKA Moskau - 1983 Europapokal-Gewinn mit ZSKA Moskau - 1983 Sowjetischer Meister mit ZSKA Moskau | - 1984 Europapokal-Gewinn mit ZSKA Moskau - 1984 Sowjetischer Meister mit ZSKA Moskau - 1985 Europapokal-Gewinn mit ZSKA Moskau - 1985 Sowjetischer Meister mit ZSKA Moskau - 1986 Europapokal-Gewinn mit ZSKA Moskau - 1986 Sowjetischer Meister mit ZSKA Moskau - 1987 Europapokal-Gewinn mit ZSKA Moskau - 1988 Sowjetischer Meister mit ZSKA Moskau |

### International
| - 1976 Goldmedaille bei der U19-Junioren-Europameisterschaft - 1977 Goldmedaille bei der U20-Junioren-Weltmeisterschaft - 1977 All-Star-Team der U20-Junioren-Weltmeisterschaft | - 1978 Goldmedaille bei der U20-Junioren-Weltmeisterschaft - 1978 Bester Torhüter der U20-Junioren-Weltmeisterschaft - 1978 All-Star-Team der U20-Junioren-Weltmeisterschaft |